# Zemiansky Vrbovok
Zemiansky Vrbovok (in ungherese Nemesvarbók) è un comune della Slovacchia facente parte del distretto di Krupina, nella regione di Banská Bystrica.